# Jírovec v Šumné u Litvínova
Jírovec v Šumné u Litvínova je památkově chráněný jírovec maďal v osadě Šumná u Litvínova v okrese Most. Jde o jeden ze dvou chráněných stromů, které rostou v dolní části osady v parku, který kdysi patřil k vile textilního průmyslníka Rieckena. Strom byl vysazen při založení parku před cca 150 lety. Obvod jeho kmene činí 4,5 m a výška 20 m.

## Další vzácné stromy na Mostecku
- Albrechtický dub – zaniklý chráněný dub u bývalé obce Albrechtice
- Borovice Schwerinova v Mostě - chráněný strom
- Dub pod Resslem - chráněný strom
- Lipová alej v Mostě – chráněná alej u Oblastního muzea v Mostě
- Lípa v Lužici (okres Most) - chráněný strom
- Lípa v Šumné u Litvínova - chráněný strom
- Lípy v Horní Vsi u Litvínova - chráněné stromy
- Lípy v Janově u Litvínova - chráněné stromy
- Lípa v Meziboří (Potoční ulice) - chráněný strom
- Lípa v Meziboří (Okružní ulice) - chráněný strom
- Žeberská lípa – nejstarší strom v okrese Chomutov